# 大邱神社
大邱神社（日语：／ Taikyū Jinja；：／ Daegu Sinsa）是日治朝鮮慶尚北道大邱府（現大韩民国大邱廣域市）的神社。祭神以天照大神、国魂大神為主神，配祀素戔嗚尊。社格為國幣小社。

## 歷史
大邱神社始於1906年（明治39年）11月3日在大韓帝國慶尚北道大邱郡達城山建立的皇大神宮遙拜所。此處為上古任那時代喙國（達伐國）城址，自古與日本關係密切，後來建有城隍壇，成為當地信仰的中心，並有繁茂的森林。
1913年（大正2年），遙拜所改稱大邱神社，1915年（大正4年）改建神殿，同時新建參殿，申請建立神社，基於《神社寺院規則》（大正4年朝鮮總督府令第82号），在1916年（大正5年）4月22日獲准建立以天照大神為祭神的大邱神社。
大邱神社於1936年（昭和11年）8月11日獲列道供進社。同年12月7日獲准增祀国魂大神，1937年（昭和12年）5月15日獲列国幣小社。1939年（昭和14年）秋社殿以下建築完工，同年11月20日舉行本殿遷座祭。
大邱神社於日本投降，第二次世界大战戰敗後的1945年（昭和20年）11月17日廢止。